# Болаффио, Витторио
Витторио Болаффио (итал. Vittorio Bolaffio, 3 июня 1883[…], Гориция — 26 декабря 1931, Триест) — итальянский художник.

## Биография
Болаффио родился в Гориции 3 июня 1883 года в семье Амодео (или Амадио) и Пиа Джентиломо. Его отец владел пашней и торговал вином; его семья, еврейского происхождения, была экономически состоятельной. Проведя свои первые годы в основном в Пальманове, Болаффио первоначально обучался в Триесте у Джованни Коссара и Италико Брасса: именно его учителя посоветовали ему продолжить образование во Флоренции и обратиться к Джованни Фаттори. В 1900—1902 годы он посещал студию художника и на курсах Фаттори познакомился с Амедео Модильяни. В 1907 году Болаффио присоединился к художественному кружку Триеста, а в 1909 году открыл в Триесте студию. В 1910 году он отправился в Париж, где также проживал Модильяни: последний познакомил его с парижской художественной средой; Болаффио познакомился с Матиссом, Сезанном и Гогеном, и вдохновился ими.
Проведя некоторое время в Триесте после возвращения из Парижа, в 1912 году Болаффио решил стать кочегаром на кораблях компании «Ллойд Триестино» и совершил множество путешествий, достигнув Азии. В 1913 году он вернулся в Италию и смог выставить в Неаполе некоторые картины, вдохновлённые его путешествиями на Восток. Затем Болаффио был призван в действующую армию в начале Первой мировой войны, и он служил на протяжении всей войны, оставаясь глубоко потрясённым. В 1919 году, когда война закончилась, он вернулся жить в Триест. Он создал множество портретов выдающихся личностей того времени, в том числе Умберто Сабы, Дарио Де Туони и Руджеро Рована. В 1926 году умер его отец, и Болаффио изолировал себя от общественной жизни. 15 декабря 1931 года он подарил работу «Портовый триптих» музею Револтелла. Он умер в Триесте 26 декабря 1931 года.